# Гнилиця (притока Псла)
Гнилиця — річка в Україні, в межах Шишацького (витоки) та Великобагачанського районів Полтавської області. Ліва притока Псла (басейн Дніпра).

## Опис
Довжина річки 20 км. Долина у верхів'ї глибока (балка), нижче — широка, місцями невиразна. Річище помірно звивисте, у верхній течії пересихає.

## Розташування
Гнилиця бере початок на південь від села Раївки. Тече спершу на південь, далі — на захід, нижче села Огирівки — на південний захід. Впадає до Псла на захід від села Бірок.